# Harvey Wood
Harvey Jesse Wood (10. travnja 1885. — ?) je bivši engleski hokejaš na travi. Igrao je na mjestu vratara.
Osvojio je zlatno odličje na hokejaškom turniru na Olimpijskim igrama 1908. u Londonu igrajući za Englesku. 